# 아드 리비툼
아드 리비툼(Ad libitum(/ædˈlɪbɪtəm/))은 "하고 싶은 대로"("at one's pleasure")라는 뜻의 라틴어로 줄여서 애드리브(ad lib)라고도 하며 다양한 형태의 즉흥을 가리킨다. 동의어 "bene placito"가 있지만 이는 잘 쓰이지 않는다.
대략 동의어인 a bene placito('[자신의] 좋은 즐거움에 따라')는 덜 일반적이지만 이탈리아어 형태인 a piacere는 음악적 링구아 프랑카에 들어갔다.
"at liberty"라는 문구는 비록 번역은 아니지만(libitum과 liber 사이에 동계어가 없음) 기억상으로 연관된다(lib-syllable의 두운 때문에). 리비도(Libido)는 영어로 알려진 어원적으로 더 가까운 동계어이다.
생물학과 영양학에서 이 문구는 제한 없이 먹이를 먹는 것을 묘사하는 데 사용된다.

## 음악
음악에서 일정한 템포에 맞추어 즉흥적으로 연주하는 것을 말한다.

## 연극
연극이나 드라마에서 대본에 없는 대사를 즉흥적으로 만들어내는 것을 말한다.

## 같이 보기
- 즉흥